# マリア (マラウイの歌手)

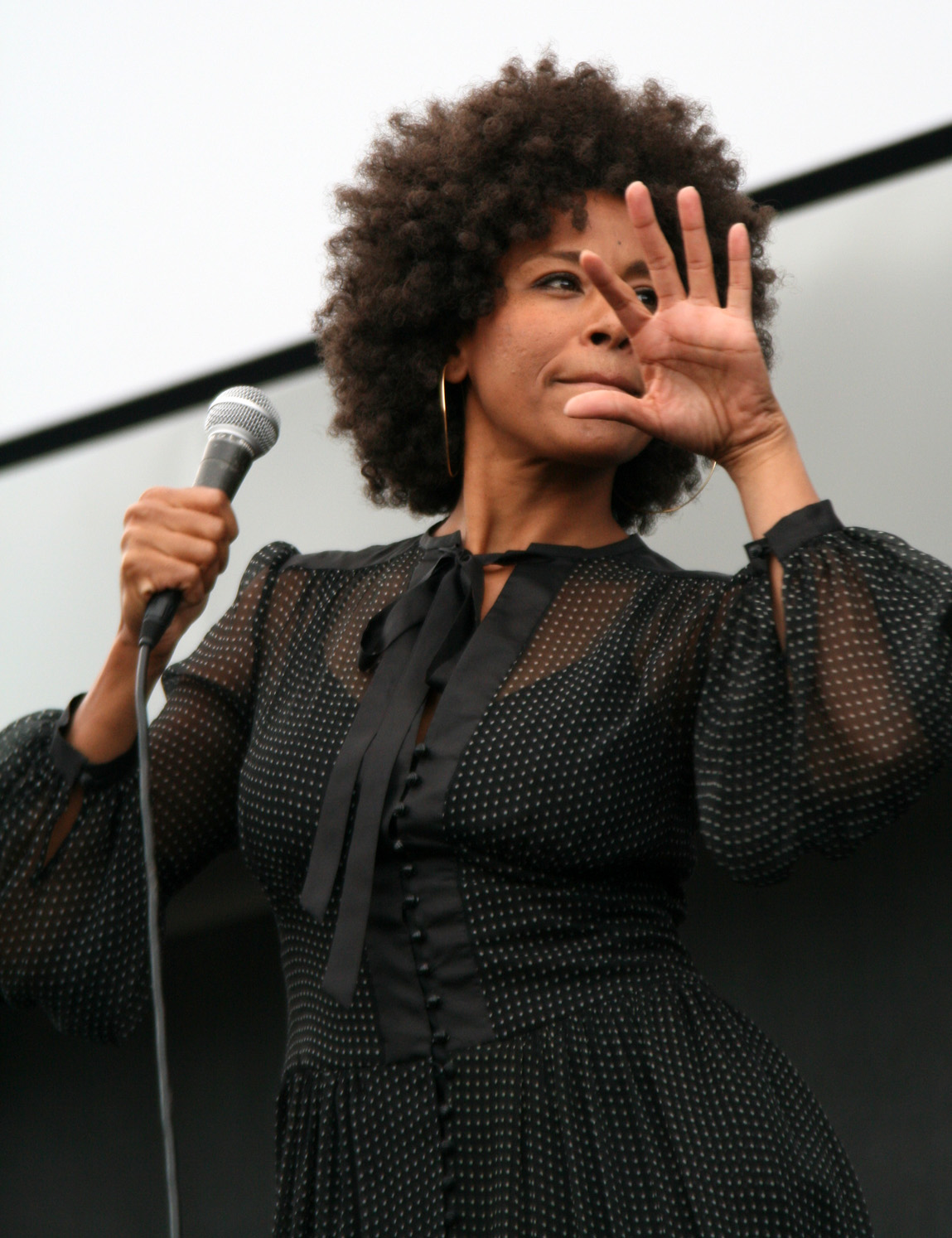
マリア、ウィーン・ジャズ・フェスティバル2007にて

マリア （Malia, 1978年 - ）は、マラウイ出身のポップ、ジャズ歌手。
父はイギリス人、母はマラウイ人。マラウイが政情不安になったため、10代の頃に家族で父の祖国イギリスへ移住した。
ニューヨーク滞在時、カフェで偶然耳にしたリアーヌ・フォリーの歌に耳を奪われた。ジャズのメロディーをポップなリズムで歌うという自身の嗜好にたどり着いたマリアは、リアーヌのプロデュースをしていたフランス人プロデューサー、アンドレ・マヌキャンにコンタクトをとった。マリアの声に魅せられたアンドレの作曲・プロデュースで、2002年に『イエロー・ダフォディルス（黄水仙）』でデビュー。マルグリット・デュラス作詞のカバー曲以外は、全編英語で歌っている。
2004年、2枚目のアルバム『エコーズ・オブ・ドリームズ』をリリース。前作ではジャズに忠実な部分が大きかったが、このアルバムではロックへのアプローチを試みた。

## ディスコグラフィ
- イエロー・ダフォディルス（黄水仙）　Yellow Daffodils (2002年)
- エコーズ・オブ・ドリームズ　Echoes of Dreams (2004年)
- Young Bones　(2007年)